# Orquesta Filarmónica de la BBC
La Orquesta Filarmónica de la BBC (en inglés: BBC Philharmonic) es una orquesta sinfónica profesional con sede en Mánchester, Inglaterra. Es una de las cinco orquestas de radio mantenidas por la British Broadcasting Corporation.

## Historia
Originalmente, los estudios de la primera estación de radio en Mánchester se encontraban en las instalaciones de la compañía eléctrica Metropolitan Vickers Electrical Company. La empresa autorizó a la radio a emitir a partir de 1922 bajo el indicativo 2ZY. Dan Godfrey Junior, gerente de la estación, creó entonces un coro, una ópera y una orquesta integrada por doce músicos. El primer grupo tomó el nombre 2ZY Orquesta y comenzó a tocar durante las retransmisiones varias obras clásicas inglesas tales como Dream of Gerontius y Enigma Variations de Edward Elgar o The Planets de Gustav Holst. La Orquesta fue financiada en parte por la British Broadcasting Company (precursora de la British Broadcasting Corporation) y pasó a denominarse Northern Wireless Orchestra en 1926.
Cuando la BBC creó una orquesta nacional en Londres (la Orquesta Sinfónica de la BBC) en 1930, decidió reducir considerablemente la financiación de sus orquestas regionales. La Northern Wireless Orchestra se redujo a 9 músicos y se denominó Northern Studio Orchestra.
Sin embargo, tres años más tarde, en 1933, la BBC revocó su decisión y mantuvo una orquesta completa, esta vez con el nuevo nombre de BBC Northern Orchestra. Este fue el comienzo de la orquesta en su forma actual.

### Reputación
La Orquesta tocó en sus primeros Prom en 1961, y adquirió una buena reputación debido a sus interpretaciones en el Free Trade Hall, una sala donde tocaba habitualmente la Hallé Orchestra.
En 1982, la orquesta recibió un voto de confianza en la BBC, que la amplió y cambió su nombre por el de BBC Philharmonic. El nombre dado mostró a todos que ya no era una orquesta del Norte, sino una orquesta con sede en el norte.
Al igual que todos los grupos de difusión de la BBC, colaboró en un programa de Radio 3, grabado en el Studio 7 de la New Broadcasting House de Oxford Road en Mánchester. Desde 1996, la mayoría de las grabaciones en vivo se hicieron en el Bridgewater Hall de la ciudad, a pesar de que periódicamente realiza giras por el Reino Unido y el extranjero.
La Orquesta lanzó a varios compositores contemporáneos, en colaboración con Aaron Copland, William Walton y Luciano Berio, entre otros. En 1991, la orquesta nombró a un director / compositor británico, Peter Maxwell Davies, que fue sustituido en 2000 por James MacMillan.
La BBC Philharmonic ha realizado más de 130 grabaciones. de las series de músicas de cine británicas, la música de Georges Enesco, y de las transcripciones de Stokowski de la música de Bach.

## Directores
- Charles Groves (1944 - 1951)
- John Hopkins (1952 - 1957)
- George Hurst (1958 - 1968)
- Bryden Thomson (1968 - 1973)
- Raymond Leppard (1973 - 1980)
- Edward Downes (1980 - 1991)
- Yan Pascal Tortelier (1991 - 2003)
- Gianandrea Noseda (2003 - 2011)
- Juanjo Mena (2011-presente)